# Gonghe (socken i Kina, Guangxi)
Gonghe (kinesiska: 共和乡, 共和) är en socken i Kina. Den ligger i den autonoma regionen Guangxi, i den södra delen av landet, omkring 100 kilometer nordväst om regionhuvudstaden Nanning. Antalet invånare är 17455. Befolkningen består av 8 390 kvinnor och 9 065 män. Barn under 15 år utgör 20,0 %, vuxna 15-64 år 68 %, och äldre över 65 år 11,0 %.
Genomsnittlig årsnederbörd är 1 708 millimeter. Den regnigaste månaden är juni, med i genomsnitt 335 mm nederbörd, och den torraste är februari, med 31 mm nederbörd.